# 政治文明

## 含义
人类在社会历史发展过程中所创造的，体现社会发展进步的政治成果，包括一定的政治制度（国体，政体，法律和行政体系等）的发展状况和进步程度，及与该制度相适应的社会意识形态等。

## 提出
中国共产党第十六次全国代表大会的报告，把发展社会主义民主政治，建设社会主义政治文明，确定为全面建设小康社会的一个重要目标。中共十六大通过的党章也作出了建设社会主义政治文明的规定。这是中国共产党全国代表大会的文件中，第一次明确地对建设社会主义政治文明作出部署，并将它与建设社会主义物质文明、精神文明和十七大中提出的建设社会主义生态文明一起，确定为社会主义现代化建设的四大基本目标。